# 모리스 앵크럼
모리스 앵크럼(Morris Winslow Ankrum, 1896년 8월 28일 ~ 1964년 9월 2일)은 미국의 배우, 변호사, 텔레비전 배우, 연극 배우, 영화배우이다.

## 영화
- 건스 오브 디아블로 (1965년)
- X-레이 눈을 가진 사나이 (1963년)
- 런던 타워 (1962년)
- 반인간: 흉칙한 스노우맨의 이야기 (1958년)
- 몬스터 만드는 법 (1958년)
- 페리 메이슨 (1957년)
- 크로노스 (1957년)
- 자이언트 크로 (1957년)
- 비기닝 오브 더 엔드 (1957년)
- 오마르 하이얌 (1957년)
- 지구 대 비행접시 (1956년)
- 샤이안 (1955년)
- 내일없는 우정 (1955년)
- 주피터의 애인 (1955년)
- 실버 로드 (1954년) - 잭커리 에반스 역
- 용감한 린티 (1954년)
- 베라 크루스 (1954년)
- 어리너 (1953년)
- 화성에서 온 침입자 (1953년)
- 정글 보이 봄바 5 (1951년)
- 마이 페이버릿 스파이 (1951년)
- 로켓쉽 X-M (1950년)
- 고독한 영혼 (1950년) - 로이드 반즈 역
- 마천루 (1949년)
- 콜로라도 테리토리 (1949년)
- 위 워 스트레인저스 (1949년)
- 포 더 러브 오브 메리 (1948년)
- 디자이어 미 (1947년) - 헥터 마틴 역
- 굿 뉴스 (1947년)
- 초원의 바다 (1947년)
- 래시의 용기 (1946년)
- 하비 걸 (1946년)
- 포스트맨은 벨을 두 번 울린다 (1946년)
- 자라가는 시절 (1946년)
- 미트 더 피플 (1944년)
- 키스밋(영어판) (1944년)
- 헤븐리 바디 (1944년)
- 써티 세컨즈 오버 도쿄 (1944년)
- 더 휴먼 코미디 (1943년)
- 스윙 피버 (1943년)
- 레츠 페이스 잇 (1943년)
- 아이 두드 잇 (1943년)
- 베스트 풋 포워드 (1943년)
- 록시 하트 (1942년)
- 웨스트 포인트에서 온 열 명의 신사 (1942년)
- 운명의 향연 (1942년)
- 스탠드 업 앤 치어! (1934년)